# Uran zubożony

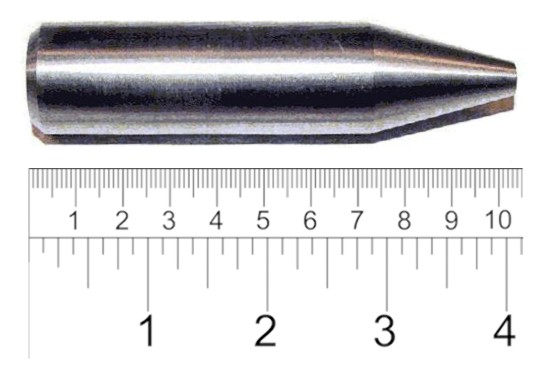
Rdzeń pocisku ze zubożonego uranu.

Uran zubożony (DU z ang. depleted uranium) – przetworzony uran, składający się głównie z izotopu o liczbie masowej 238 (U-238), w znacznej mierze pozbawiony radionuklidu U-235. Stosowany jest m.in. w przemyśle zbrojeniowym.
Uran naturalny zawiera 99,27% U-238, 0,72% U-235 i 0,0055% U-234. Materiał rozszczepialny wykorzystywany w reaktorach jądrowych i w broni jądrowej (broni termojądrowej) musi zawierać izotop U-235. Aby go uzyskać, przeprowadza się rozdzielanie izotopów uranu. Ubocznym produktem wzbogacenia jest uran zubożony.
Promieniowanie zubożonego uranu jest o ok. połowę mniejsze niż promieniowanie uranu naturalnego. Zubożony uran powstaje także w wyniku przetwarzania paliwa jądrowego zużytego w reaktorach jądrowych. Ten rodzaj zubożonego uranu można odróżnić od uzyskiwanego z przetwarzania naturalnego uranu przez obecność w nim izotopu U-236.
Właściwości chemiczne i fizyczne zubożonego uranu – poza wymienionymi wyżej – są praktycznie identyczne jak uranu naturalnego.

## Zastosowanie
Uran zubożony jest używany jako przeciwpancerna amunicja podkalibrowa z uwagi na ok. 1,7 raza wyższą gęstość od ołowiu (uran ma gęstość 19,1 g/cm³) oraz palność rozgrzanych odłamków przy kontakcie z powietrzem. Wykorzystywany jest też jako składnik pancerza nowoczesnych czołgów, np. M1 Abrams. Zubożony uran jest używany m.in. jako materiał na koła zamachowe, w których może on zgromadzić więcej energii kinetycznej niż stal w tej samej objętości. Wszystkim powyższym zastosowaniom sprzyja jego niska cena i niska radioaktywność, tylko około 4 razy wyższa od promieniowania tła.
Wykorzystywany jest również jako element konstrukcyjny broni jądrowej i termojądrowej, do produkcji pojemników na materiały promieniotwórcze nie przepuszczających promieniowania, jako osłona bomby kobaltowej stosowanej w medycynie, jako materiał paliworodny w FBR, do produkcji defektoskopów – aparatów prześwietlających spoiny w celu oceny jakości ich wykonania.
Zubożony uran był też stosowany jako balast trymujący w samolotach pasażerskich np. w Boeingu 747-100. Wczesne wersje tego samolotu miały 400–1500 kg uranu w tylnej części kadłuba. Wycofano go po katastrofie izraelskiego Boeinga 747-258F, który rozbił się o budynek mieszkalny w Amsterdamie 4 października 1992, gdyż pożar objął również uran. Balast uranowy zastąpiono ołowianym lub kadmowym.

## Zagrożenia

### Promieniowanie jonizujące
Na temat zagrożeń pochodzących od zubożonego uranu wydano wiele opinii, zarówno potwierdzających szkodliwość, jak i ją negujących. Promieniotwórczość uranu zubożonego wynosi około połowy aktywności naturalnego uranu. Według danych szacunkowych, promieniowanie amunicji bojowej zawierającej uran zubożony (zarówno magazynowanej, transportowanej, jak i zalegającej w glebie) jest zaledwie 4-krotnie większe od promieniowania naturalnego, pochodzącego ze źródeł naturalnych, stąd nie może wpływać na zdrowie człowieka.

### Toksyczność
Wysoką toksyczność wykazują pyły uranu i pyły tlenków uranu, wydzielające się podczas spalania penetratora kinetycznego z pocisku kinetycznego podczas przebijania się przez pancerz (wydzielone w wyniku tarcia ciepło zapala piroforyczny uran). Mogą one wniknąć do organizmu z wdychanym powietrzem lub poprzez kontakt ze skórą i połknięcie z posiłkami. Związki chemiczne uranu kumulują się między innymi w kościach, gdzie zarówno efekty trujące (charakterystyczne dla metali ciężkich), jak i pochodzące od promieniowania, są dużo bardziej szkodliwe.

## Przeciwdziałanie
Organizacją, która promuje zakazanie stosowania amunicji ze zubożonego uranu, jest International Coalition to Ban Uranium Weapons.